# ستيلا إنيفا
ستيلا إنيفا (بالبلغارية: Стела Енева)‏ هي لاعبة بارالمبية من بلغاريا مختصة في سباقات المضمار والميدان. وهي من مواليد 18 تموز (يوليو) 1975.
نافست ستيلا في الألعاب البارالمبية الصيفية 2004 التي أقيمت في أثينا في اليونان. حيث شاركت في منافسات رمي القرص الفئة F42-46 ودفع الجلة ورمي الرمح، لكنها لم تحصل على أي ميدالية.
حالفها الحظ في منافسات دورة الألعاب البارالمبية الصيفية 2008 في بكين الصين. حيث فازت بميدالة فضية في مسابقة رمي القرص للسيدات الفئة F57-58، وشاركت في دفع الجلة دون أن تحصل على ميداليات. كما فازت بالميدالية الفضية في الألعاب البارالمبية الصيفية 2012 التي أقيمت في لندن.

## وصلات خارجية
- Stela Eneva's profile on paralympic.org